# Можиця (Старгардський повіт)
Можиця (пол. Morzyca) — село в Польщі, у гміні Долиці Старгардського повіту Західнопоморського воєводства.
Населення — 211 осіб (2011).
У 1975-1998 роках село належало до Щецинського воєводства.

## Демографія
Демографічна структура станом на 31 березня 2011 року:
|          | Загалом | Допрацездатний вік | Працездатний вік | Постпрацездатний вік |
| -------- | ------- | ------------------ | ---------------- | -------------------- |
| Чоловіки | 101     | 21                 | 73               | 7                    |
| Жінки    | 110     | 20                 | 67               | 23                   |
| Разом    | 211     | 41                 | 140              | 30                   |